# Mielenie
Mielenie – proces technologiczny rozdrabniania metodą miażdżenia prowadzony w młynach i młynkach. Produkt otrzymany w wyniku tego procesu charakteryzuje się drobnym ziarnem.